# BK Spartak Sant Petersburg
El BK Spartak Sant Petersburg és un club rus de basquetbol de la ciutat de Sant Petersburg, Rússia. En la temporada 2012-2013 competeix en la Lliga russa de bàsquet, en la VTB United League i en la ULEB EuroCup.

## Palmarès
- 2 Lliga soviètica de bàsquet: 1975, 1992
- 2 Copa soviètica de bàsquet: 1978, 1987
- 2 Recopa d'Europa de bàsquet: 1973, 1975

## Jugadors destacats
- Alexander Belov (1966-1978)
- Andrei Kirilenko (1997-1998)
- Boniface N'Dong (2006-2007)
- Ivan Dvorny
- Sergei Panov (1991-1993)
- Rafael Araújo (2007–Present)
- Lukàs Mavrokefalidis (2011-2013)

## Entrenadors destacats
- Vladimir Kondrashin (1967-1995)